# Дзеркало Клода
Дзе́ркало Кло́да, або чо́рне дзе́ркало — невелике дзеркало злегка опуклої форми, поверхня якого забарвлена в темний колір. Укладені в палітурку, схожу на скетчбук, або у футляр з кришкою, дзеркала Клода використовували художники, мандрівники та цінителі пейзажного живопису. Дзеркало Клода спрощує колірний і тональний діапазон сцен і декорацій, щоб надати їм живописну якість. Користувач повертався спиною до сцени, щоб спостерігати за зображенням у рамці через затемнене дзеркало — у свого роду попередньо фотографічному об'єктиві — що додає мальовничої естетики тонкою градацією тонів.
Цей аксесуар широко використовувався англійськими художниками-пейзажистами до кінця XVIII — початку XIX століття.

## Історія предмету
Дзеркало Клода названо на честь Клода Лоррена, художника-пейзажиста XVII століття, чиє ім'я наприкінці XVIII століття стало синонімом мальовничої краси, хоча немає жодних вказівок, що він використовував чи знав про це чи щось подібне. Передбачалося, що предмет мав допомогти художникам створювати твори мистецтва, подібні до творів Лоррена. Вільям Гілпін, винахідник мальовничого ідеалу, виступав за використання дзеркала Клода, з наступними словами: «вони надають об'єкту природи м'який, витриманий відтінок, як колір цього Майстра». Гілпін встановив дзеркало у своїй кареті, звідки він міг робити «послідовність кольорових фотографій… що безперервно ковзали перед очима».
Журнал поета Томаса Ґрея про його подорож в Озерному краї, опублікований у 1775 році, популяризував використання дзеркала Клода — приблизно в цей час його іноді називають «сірим склом». Під час однієї екскурсійної поїздки Томас Ґрей настільки пильно дивився в нього, що впав задом на «брудний провулок» і зламав кісточки пальців; пізніше він зауважив, як тримав дзеркало відкритою в руці, дозволяючи йому бачити як «сонце заходить у всій красі».
У своєму творі «Путівнику по озерах» (1778) Томас Вест пояснив: «Людина, яка використовує його, повинна завжди повертатися спиною до об'єкта, який він бачить. Він повинен бути підвішений за верхню частину футляра… тримаючи його трохи праворуч або ліворуч (якщо вимагатиме розташування частин для перегляду) і обличчя має бути захищене від сонця». Він рекомендував носити з собою два різних дзеркала: «одне для керування відображенням великих і близьких об'єктів і більш плоске скло для далеких і малих об'єктів».

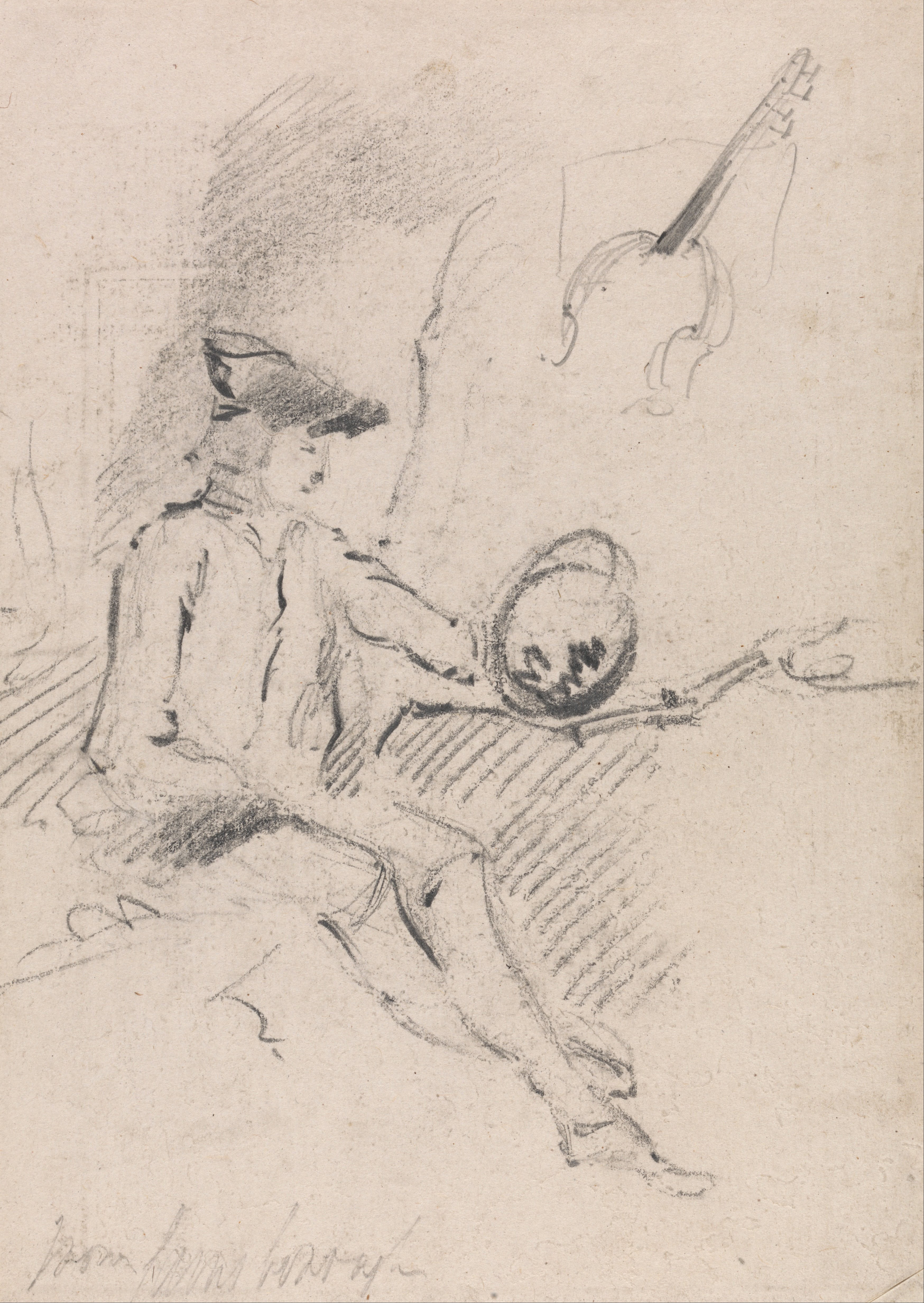
Чоловік, що тримає Дзеркало Клода. Малюнок Томаса Гейнсборо.

Дзеркало Клода широко використовувалося туристами та художниками-аматорами, які швидко стали об'єктами сатири та карикатури. Х'ю Сайкс Девіс (1909—1984) спостерігав, як вони повертаються від об'єкта, який вони хотіли намалювати, коментуючи: «Дуже типово для їхнього ставлення до природи, що така позиція має бути витребувана».
У XX столітті архітектор Мері Колтер включила окуляри Клода (названі «рефлектоскопами») у свою Індіанську пустельну оглядову вежу для відвідувачів, які оглядають Великий каньйон.